# FPSRussia
FPSRussia est une chaîne YouTube populaire qui propose des vidéos de présentation d'armes à feu et d'explosifs. Diffusée depuis le 1er septembre 2010, les vidéos sont présentées par Kyle Myers, un Américain né à Lavonia en Géorgie (États-Unis). 
Dans ses vidéos, Myers endosse le rôle de Dmitri Potapoff, un Russe à l'accent prononcé venant de Moscou, qui se définit comme un « Russe professionnel » (Professional Russian).
En juin 2011, la chaîne FPSRussia atteint 1 million d'abonnés ; en 2012 elle compte 6 millions d'abonnés et 717 millions de vues.
La chaîne FPSRussia est inactive depuis la sortie de la dernière vidéo publiée le 16 avril 2016. 
En mars 2020, la chaîne compte 6,81 millions d'abonnés et 901 millions de vues.

## Description
Chaque vidéo est généralement composée d'une explication de Myers sur le fonctionnement des armes qu'il va utiliser dans la vidéo (racontant occasionnellement son histoire et expliquant parfois l'objectif de l'arme), suivie de la démonstration de leur capacité sur des cibles immobiles telles que des fruits, des bouteilles de soda, des mannequins (de zombies ou autres), voire des photos de Justin Bieber,.
Dans ces vidéos, Myers utilise des équipements et des accessoires très variés, comme un véhicule de transport de troupes blindé,, des fusils de sniper, des mitrailleuses lourdes, un AK-47 en or, des lance-flammes, voire un canon anti-aérien Bofors de 40 mm.

## Historique
Avant de commencer FPSRussia, Kyle Myers avait une chaîne YouTube nommée « klm5986 ». Il avait également une chaîne appelée « FPSKyleletsplays » sous le nom de FPSKyle. Sa chaîne présentait des vidéos d'autres personnalités Youtube, tel que xSocrates.
Par la suite, il voulut montrer comment les armes à feu fonctionnaient dans la vie réelle, pour les comparer aux représentations dans les jeux vidéo, films et séries télévisées. Il a alors l'idée d'utiliser l'accent russe pendant qu'il travaillait pour un concessionnaire de voitures. Un de ses collègues étant Russe, Myers a imité son accent. Son oncle est également un farceur et utilisait cet accent pour parler à Kyle lorsqu'il avait cinq ans.
Myers se servit de cet accent pour créer le personnage de Dmitri Potapoff ; il se filma utilisant des armes à feu alors qu'il se trouvait à la ferme de sa famille en Géorgie. Myers a aussi une troisième chaîne YouTube, connue sous le nom de « FPSRussiaTV ». Après un hiatus de neuf mois, FPSRussia effectue son retour sur YouTube le 10 janvier 2014. La chaîne est inactive depuis la publication de la dernière vidéo sortie le 16 avril 2016.

## Apparitions dans d'autres médias

### Chaînes Youtube
Grâce au succès de FPSRussia, Kyle Myers crée une chaîne secondaire sur YouTube : MoreFPSRussia. Il collabore avec Epic Meal Time en juillet 2011. La collaboration génère plus de 8 millions de vues sur YouTube au 1er mars 2016.
Le 29 octobre 2012, Myers fait une brève apparition en tant que de Dmitri Potapoff dans la bande annonce du jeu vidéo Call of Duty: Black Ops II réalisée par Guy Ritchie.
En mai 2013, Myers lance une chaîne gaming sur YouTube sous le pseudonyme FPS. En 2014, FPSRussia est listée dans le Top 100 des chaînes YouTube par New Media Rockstars, à la 78e position.

### Podcasts
Kyle Myers est le cofondateur et présentateur du podcast nommé Painkiller Already (PKA), accompagné par WoodysGamertag (cofondateur) et MurkaDurkah (invité récurrent de longue date, animateur officiel depuis juillet 2014). Le podcast commence sur Podbean et iTunes mais est rapidement déplacé sur la plateforme YouTube a cause des coûts et du temps pour mettre en ligne les fichiers. 
L'émission reçoit également deux autres personnalités YouTube comme animateur, le cofondateur WingsOfRedemption et également LeftyOX, qui quittent respectivement le podcast en avril et juillet 2014. Depuis l'introduction d'une source de revenu extérieure par l'intermédiaire du site de financement participatif Patreon, l'émission est de nouveau proposée en tant que produit RSS sur Podbean.

### Jeu vidéo
Après une vidéo de présentation en décembre 2012 et une campagne réussie sur Kickstarter, la chaine sort en mars 2013 le jeu vidéo FPS Russia: The Game sur l'App Store pour iOS, en coopération avec le développeur Zaah.

## Mort de Keith Ratliff
Le 6 janvier 2013, on apprend que Keith Ratliff, un des membres de l'équipe FPSRussia, a été retrouvé mort par balles,.  Ratliff était responsable de l'obtention des armes à feu utilisées dans les vidéos. La production de vidéo cesse à partir de cette date jusqu'au 19 février 2013. En mars 2013, les autorités annoncent qu'elles enquêtent toujours sur la mort de Ratliff.
Après la fusillade, plusieurs théories du complot ont fait surface.

### Enquête de l'ATF
Le 29 mars 2013, la résidence de Géorgie de Kyle Myers est fouillée par plus de quarante membres du Bureau d'Alcool, du Tabac, des armes à feu et des explosifs (ATF) en même temps que des membres du Bureau d'investigation de Géorgie (en) (GBI). Les enquêteurs fouillent également la ferme du père de Myers, qui se trouve a proximité et qui est le lieu de tournage récurrent des vidéos de FPSRussia. 
Le porte-parole de l'ATF, Richard Coes, justifie l'action menée par son organisation dans la presse locale : « La déclaration est que [Myers] utilisait des explosifs et était payé pour ça par le biais de YouTube ». Contredisant cette déclaration, le shérif du Comté de Franklin, Stevie Thomas, affirme que les raids étaient en lien avec l'enquête sur le meurtre présumé de Keith Ratliff. 